# 李曙森
李曙森（1910年—1998年），男，直隶（今河北）霸县人，中华人民共和国教育家、政治人物，曾任天津大学校长，天津市政协副主席。

## 生平
1983年5月28日至30日，中国高等教育学会在北京召开成立大会，大会选举了第一届理事会成员，他出任常务理事。